# María Paléologue
María Paléologue, en grec moderne : / María Paleologína, est une princesse byzantine et la souveraine de Lesbos, en mer Égée. Elle est la fille d'Andronic III Paléologue et de Jeanne de Savoie. Elle est la sœur de Jean V, de Michaíl (el), de María Iríni (el) et d'Irène.
María épouse, vers 1337, Francesco I Gattilusio, le seigneur de Lesbos
. De leur union naissent Giacomo (en), Andronicus et Domenico. Le mariage a lieu à Constantinople, puis le couple part pour Lesbos. Ils s'installent à Mytilène en juillet 1355
, l'île leur ayant été donnée en dot
. Elle est tuée avec son mari et ses deux fils lors du tremblement de terre du 6 août 1383,.